# Smarties

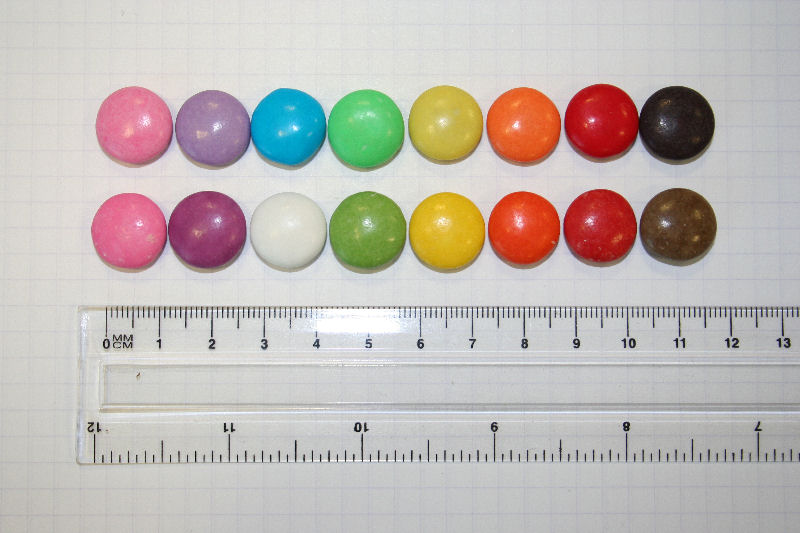
Smarties före och efter att Nestlé bytte färgämne

Smarties är en sorts chokladkonfektyr (godis) i form av linser av mjölkchoklad som är dragerade med ett lager av sockerkaramell. De är färgade i åtta olika färger: blå, röd, orange, gul, grön, brun, lila och rosa. Smaken är dock densamma oavsett färg.
Varumärket Smarties ägs av Nestlé. Smarties började tillverkas 1937 av brittiska Rowntree's (senare uppköpt av Nestlé).
Det finns Smarties i olika typer av förpackningar. Den vanligaste är det långsmala röret. En annan sort är en påse med 12 stycken tablettaskar i, som på ena sidan finns det en bild till ett pussel som man ska samla alla 24 bitarna till innan man kan lägga pusslet klart. På ena långsidan är det en vagn till ett tåg eller lok så att man ska kunna bygga ett tåg. På kortsidan är det antingen en hatt/hår, ett huvud, en tröja/mage eller ett par byxor/ben så man kan bygga en människa/djur.
McDonald's (McFlurry) och Burger King (King Fusion) har en mjukglass smaksatt med Smarties.
Amerikanska Mars Incorporated började 1941 tillverka ett snarlikt godis, M&M's, och i Skandinavien lanserades det likaledes snarlika Non stop 1947.